# Colletes succinctus
Colletes succinctus là một loài Hymenoptera trong họ Colletidae. Loài này được Linnaeus mô tả khoa học năm 1758.